# Cerhonice (zámek)
Cerhonice jsou zámek ve stejnojmenné vesnici jihovýchodně od Mirotic v okrese Písek v Jihočeském kraji. Zámek vznikl přestavbou starší tvrze a je chráněn jako kulturní památka.

## Historie

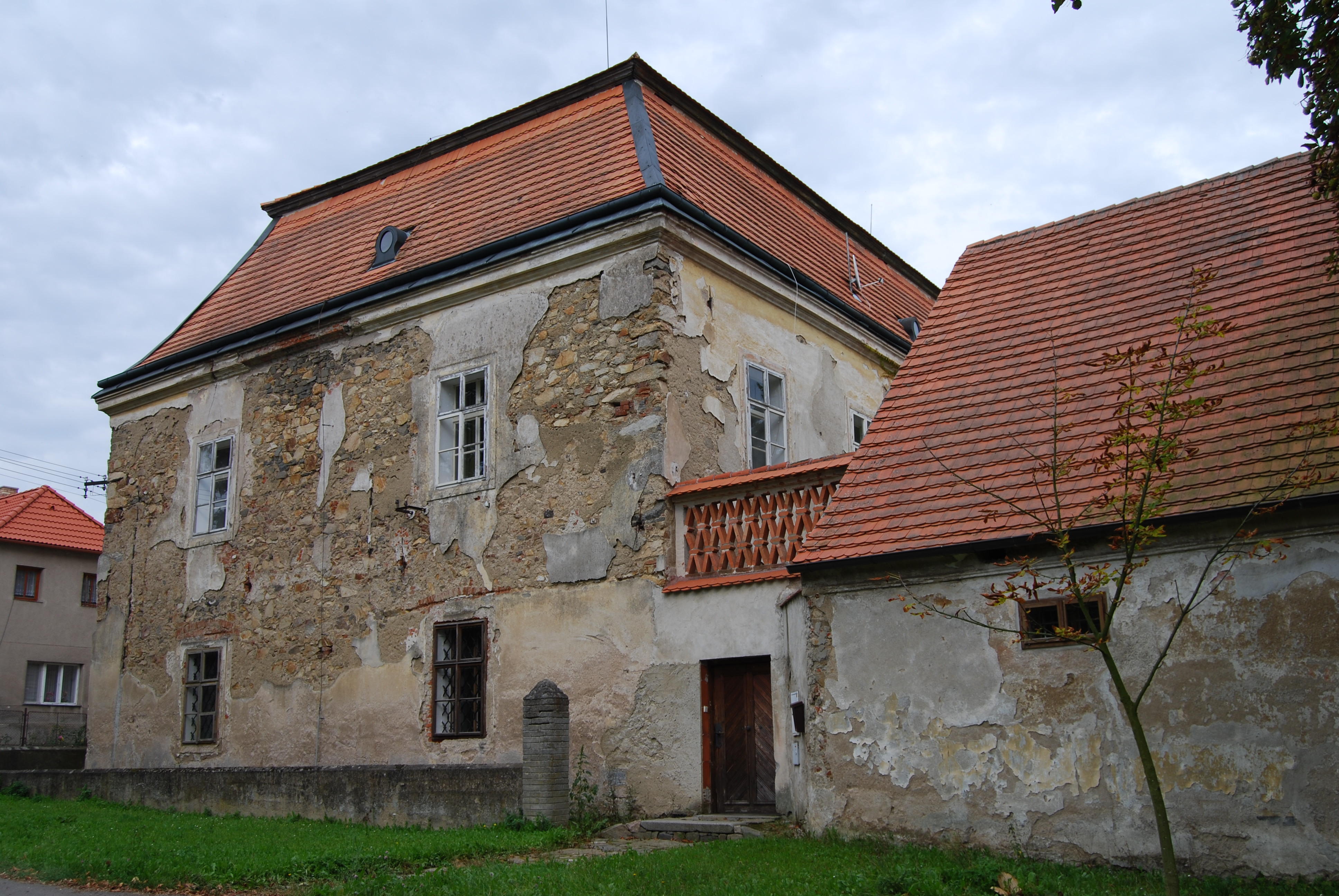
Západní průčelí

Ve čtrnáctém a patnáctém století ve vesnici sídlili manové vázaní službou ke Zvíkovu. Časem ve vsi vzniklo pět manských statků a součástí jednoho z nich byla tvrz. První písemná zmínka o ní pochází až z roku 1577, kdy Cerhonice a další čtyři vsi koupili od Kryštofa ze Švamberka bratři Aleš a Jindřich Deymové ze Stříteže. Podle kupní smlouvy byla tvrz postavená z kamene, v přízemí měla velkou konírnu a v patře síň, světnice a několik komor. Deymové ze Stříteže statek spravovali z čimelického zámku, ale po Alešově smrti připadl jeho synu Mikulášovi Deymovi ze Stříteže.
Mikuláš se zúčastnil stavovského povstání, za což byl roku 1623 odsouzen k konfiskaci majetku. Cerhonic se však už v roce 1620 zmocnil císařský generál Baltasar Marradas a výnosy ze statku používal na vyplácení žoldu svému pluku. V roce 1628 statek koupil Anna Zuzana Příchovská, rozená Písnická. O rok později prodala Cerhonice s dvorem, tvrzí, pivovarem, Ostrovcem a pustou vsí Lány Janu Vilému Černínovi z Chudenic. Jan Vilém se zadlužil, a když v roce 1633 zemřel, spravovala statek vdova Elza Černínová, rozená z Mitrovic. Roku 1650 prodal jejich syn Jiří Václav Černín zadlužený statek Lidmile Kalenicové, rozené Deymové ze Stříteže, která jej koupil pro svou vnučku Lidmilu Veroniku Kalenicovou. Ta se provdala za Jiřího Františka Doudlebského z Doudleb a společně roku 1688 zámek prodali drkolenskému klášteru.
Premonstráti zámek v letech 1808–1810 přestavěli a vybudovali v něm kapli svatého Vavřince. Ve druhé polovině dvacátého století zámek sloužil jako sklad Národního technického muzea a hospodářské budovy využívalo místní jednotné zemědělské družstvo. Ani jeden z majitelů areál neudržoval a s rekonstrukcí zchátralého areálu začal až Vladimír Jiráň, který zámek koupil v roce 2002.

## Stavební podoba
Zdi původní tvrze se částečně dochovaly ve východní části zámku. Ten je tvořen dvěma křídly, z nichž obytné je jednopatrové a hospodářské přízemní. V přízemí zámku se zachovaly hřebínkové klenby. V prvním patře bývala kaple svatého Vavřince se stěnami zdobenými pilastry s ornamentálními hlavicemi.
Nyní je kaple sv. Vavřince zrestaurovaná včetně oltáře, vysvěcená a znovu se v ní konají bohoslužby.